# Chiesa di Sant'Antonio Abate (Carcare)
La chiesa di Sant'Antonio Abate - conosciuta anche come la chiesa dei Padri Scolopi - è un luogo di culto cattolico situato nel comune di Carcare, in via del Collegio, in provincia di Savona. La chiesa fa parte dell'attiguo complesso collegiale dei padri scolopi, fondato nel 1621, oggi sede del liceo San Giuseppe Calasanzio.

## Storia e descrizione
Il terreno su cui sorgono il collegio e la chiesa dei padri Scolopi, denominato Lagaccio, fu donato nel XVII secolo dai fratelli Castellani all'ordine religioso. I lavori per l'edificazione della "chiesa del collegio" iniziarono il 10 giugno del 1621. Terminata nel 1623, la chiesa fu intitolata a sant'Antonio Abate, già titolare di una cappella presso la locale chiesa parrocchiale di San Giovanni Battista.
Il disegno del primo impianto gotico della facciata fu progettato dal convittore Massuccone che aveva previsto guglie e pinnacoli dipinti. L'odierna facciata si presenta in stile romanico con al centro l'insegna dell'ordine religioso scolopico, il monogramma mariano e lo stemma reale di Casa Savoia.
L'interno si presenta a croce greca e cupola con la raffigurazione interna, nei tondi, dei quattro evangelisti; nel medaglione sopra l'ingresso principale vi sono affreschi di angeli e putti musicanti. Tra le opere conservate un dipinto della Vergine col Bambino e san Filippo Neri - di scuola pittorica genovese del XVIII secolo - e due statue di San Giuseppe e Cristo spirato. Di pregio anche alcuni monumenti scultorei di celebri e importati confratelli scolopi.